# Shana Grebo
Shana Grebo (* 9. November 2000 in Rennes) ist eine französische Leichtathletin, die sich auf den 400-Meter-Hürdenlauf spezialisiert hat.

## Sportliche Laufbahn
Erste Erfahrungen bei internationalen Meisterschaften sammelte Shana Grebo im Jahr 2017, als sie bei den U18-Weltmeisterschaften in Nairobi in 1:00,75 min den fünften Platz über 400 Meter Hürden belegte. 2019 gelangte sie bei den U20-Europameisterschaften in Borås nach 57,57 s auf Rang vier und bei den World Athletics Relays 2021 im polnischen Chorzów verhalf sie der französischen 4-mal-400-Meter-Staffel zum Finaleinzug. Anschließend wurde sie bei den U23-Europameisterschaften in Tallinn in 56,91 s Siebte über die Hürden und gewann mit der Staffel in 3:30,33 min die Silbermedaille hinter dem Team aus Tschechien. Im selben Jahr zog sie in die Vereinigten Staaten und begann dort ein Studium an der University of Oregon. 2022 erreichte sie bei den Weltmeisterschaften in Eugene das Finale mit der Staffel und belegte dort in 3:25,81 min den fünften Platz. Im August startete sie im 200-Meter-Lauf bei den Europameisterschaften in München und klassierte sich dort mit 23,06 s auf dem sechsten Platz. Bei den World Athletics Relays 2024 auf den Bahamas sicherte sie der 4-mal-400-Meter-Staffel einen Startplatz bei den Olympischen Sommerspielen in Paris. Dort schied sie über 400 m Hürden mit 54,84 s im Halbfinale aus und belegte mit der Staffel in 3:21,41 min im Finale den fünften Platz.
2021 wurde Grebo französische Meisterin im 400-Meter-Hürdenlauf.

## Persönliche Bestleistungen
- 200 Meter: 22,98 s (+0,7 m/s), 26. Juni 2022 in Caen
  - 200 Meter (Halle): 23,41 s, 10. Februar 2023 in Albuquerque
- 400 Meter: 51,71 s, 4. Juni 2022 in Troyes
  - 400 Meter (Halle): 52,26 s, 17. Februar 2023 in Fayetteville
- 400 m Hürden: 53,78 s, 30. Juni 2024 in Angers